# Acacia kochii
Acacia kochii é uma espécie de leguminosa do gênero Acacia, pertencente à família Fabaceae.